# Mohammadhadi Saravi
Mohammadhadi Saravi (en persan محمدهادی ساروی دارکلایی), né le 6 janvier 1998 à Amol, est un lutteur gréco-romain iranien, évoluant dans la catégorie des moins de 97 kg. Il est notamment champion du monde en 2021 et champion olympique en 2024.

## Carrière sportive
En 2019, il remporte la médaille d'or dans l'épreuve des -87 kg au Championnat d'Asie de lutte des moins de 23 ans qui s'est tenu à Oulan-Bator, en Mongolie. La même année, il participe également à l'épreuve masculine des -97 kg aux championnats du monde de Noursoultan au Kazakhstan où il est battu en quarts de finale par l'Arménien Artur Aleksanyan puis par le Turc Cenk İldem en repêchage. Au Championnat du monde des moins de 23 ans, il y remporte une médailles de bronze dans l'épreuve masculine des -97 kg.
Il remporté la médaille de bronze lors de la Coupe du monde de lutte individuelle 2020 puis en 2021, il remporte la médaille d'or à l'Open de Pologne. Aux Jeux olympiques de Tokyo, il bat le Finlandais Arvi Savolainen dans son match pour la médaille de bronze dans la catégorie des 97 kg.
Il est médaillé de bronze dans la catégorie des 97 kg aux championnats du monde 2022 puis l'année suivante, il gagne la médaille d'or dans la catégorie des 97 kg aux Jeux asiatiques de 2022 qui se sont tenus en 2023 à Hangzhou, en Chine. Lors des mondiaux 2023, Saravi atteint encore la demi-finale mais doit concéder une défaite contre le Cubain Gabriel Rosillo ; il se ressaisit pour ajouter une nouvelle médaille de bronze à son palmarès (victoire 4-1 contre le Biélorusse Abubakar Khaslakhanau), place qui lui assure un quota pour les jeux.
Saravi participe à son deuxième tournoi olympique aux Jeux olympiques d'été de 2024 à Paris, en France : il remporte tous ces matchs consécutifs jusqu'en finale où il retrouve Artur Aleksanyan qu'il bat cette fois-ci sur le score de 4 à 1; il se fait remarquant en tenant un salto finalement raté.

## Palmarès

### Jeux olympiques
- Médaille de bronze en lutte gréco-romaine dans la catégorie des moins de 97 kg en 2021 à Tokyo
- Médaille d'or en lutte gréco-romaine dans la catégorie des moins de 97 kg en 2024 à Paris

### Championnats du monde
- Médaille d'or en lutte gréco-romaine dans la catégorie des moins de 97 kg en 2021 à Oslo
- Médaille de bronze en lutte gréco-romaine dans la catégorie des moins de 97 kg en 2022 à Belgrade
- Médaille de bronze en lutte gréco-romaine dans la catégorie des moins de 97 kg en 2023 à Belgrade

### Championnats d'Asie
- Médaille d'or en lutte gréco-romaine dans la catégorie des moins de 97 kg en 2020 à New Delhi
- Médaille d'or en lutte gréco-romaine dans la catégorie des moins de 97 kg en 2024 à New Delhi